# Лилигр
Лилигр (англ. Liliger от англ. lion — «лев» и англ. liger — «лигр») — гибрид между львом-самцом и лигрицей-самкой.

## Происхождение
Лилигры, как и лигры, не встречаются в природе. Первое зарегистрированное рождение лилигра состоялось в начале сентября 2012 года в Новосибирском зоопарке. Родители — лев Самсон и лигрица Зита 2004 года рождения. Новорождённую самку назвали Киара, в раннем возрасте она больше похожа на львёнка. Поскольку у Зиты не было молока, лилигрицу вскармливала домашняя кошка. В середине мая 2013 года у Самсона и Зиты родились ещё три лилигрёнка, все женского пола.
Первый случай рождения лилигра в США зарегистрирован 29 ноября 2013 года в зоопарке города Виннвуд штата Оклахома. На следующий день у той же самки родилось ещё два детёныша. В 2017 году сообщалось о первом зарегистрированном случае рождения самца лилигра.
В октябре 2019 года сотрудники Приморского Сафари-парка обнаружили лилигра-самца по имени Благ. Он родился 27 февраля 2012 года в передвижном зоопарке «Лигер», а в сафари-парк поступил в начале октября 2019 года из мини-зоопарка на трассе Владивосток—Находка, где его считали лигром.

## Критика
В США, где к не встречающимся в природе гибридам относятся отрицательно, поселившие в одну клетку льва и лигрицу сотрудники Новосибирского зоопарка были раскритикованы. Американская ассоциация зоопарков и аквариумов считает подобные эксперименты бессмысленными, поскольку основная цель деятельности зоопарков, по мнению ассоциации, состоит не в выведении гибридов с сомнительной жизнеспособностью, а в сохранении существующих в природе видов.